# 古巴西班牙语
古巴西班牙语（西班牙語：Español cubano）是西班牙语在美洲的加勒比方言分支。它与周围国家的西班牙语并没有太大的差别。但是在古巴岛内部，存在区域性差别，主要体现在发音和用词上。区域性方言又分为东岛方言与西岛方言。

## 歷史
與安地列斯群島的其他地區一樣，美洲印地安人語言造成的影響在古巴西班牙語中仍然保持著一定的影響。
種族滅絕或異族通婚實際上導致了前哥倫布時期的土著居民（泰諾人）的滅絕，但無論是在精神文化、物質文化還是語言上，其痕跡仍然存在。隨著島上原始居民的消失，數以千計的非洲奴隸也隨之到來。19世紀中葉，古巴的非洲人數量非常多，僅與聖多明哥（白人占少數）的比例相當。據研究，古巴西班牙語的語調可能起源於非洲，儘管這些假設都沒有得到充分證明，但古巴西班牙語的語調與加納利群島和西班牙安達魯西亞地區非常相似。
歷史上許多語言都影響了古巴西班牙語。西班牙語古巴變體中受到影響最大的語言是英語、法語，其次是葡萄牙語和俄語。